# Jasmine Thompson
Jasmine Ying Thompson (* 8. listopadu 2000. Londýn, Spojené království) je anglická zpěvačka a skladatelka. Svoji kariéru započala v roce 2010 (v deseti letech) vydáváním coververzí známých písní.
Do širšího povědomí se dostala účinkováním v písničce „Sun Goes Down“ od německého deep house producenta Robina Schulze. Ta se dostala na špičky hitparád v mnoha zemích včetně Německa, Austrálie, Rakouska a Švýcarska. Její YouTube kanál má více než 3,5 milionů odběratelů a 630 milionů zhlédnutí (stav k 16. 5. 2020). Její cover na skladbu „Ain't Nobody“ od zpěvačky Chaky Khan byl v roce 2015 zremixován německým DJem Felixem Jaehnem a stal se z něj velký hit. Její etnický původ je z poloviny anglický (otec) z poloviny čínský (matka).

## Raný život
Thompson se narodila 8. listopadu v Londýně, Anglie, anglickému otci a čínské matce. V roce 2017 se v rozhovoru Thompson svěřila o rozvodu jejích rodičů, který ji inspiroval k vytvoření alba Wonderland.

## Kariéra

### 2013: Bundle of Tantrums
V červenci roku 2013 Thompson vydala svůj cover singlu "La La La", umělce Naughty Boy. V srpnu zveřejnila 3 další covery: cover na píseň "Everything Has Changed", zpěvačky Taylor Swift's (jako duet s Gerald Ko), cover písně "Let Her Go", umělce Passenger, a cover písně "Titanium", umělce David Guetta. V září téhož roku vydala debutové album Bundle of Tantrums, které obsahovalo "La La La", "Let Her Go", a "Titanium".
V září roku 2013, Thompson zveřejnila cover skladby "Ain't Nobody" od Chaka Khan. Píseň se objevila v reklamě na britský obchodní řetězec supermarketů Sainsbury's pro jejich sortiment Sainsbury's. Píseň se umístila na 32. pořadí v britském Singles Chart. V říjnu 2013 vydala rozšíření hry Under the Willow Tree. Jedna z písní s názvem „Run“ se dočkala úspěchu v Evropě a ve Spojených státech.

## Diskografie

### Studiová alba
| Bundle of Tantrums         | - Vydáno: 6. září 2013 - Vydavatelství: žádné   | 160 | 8 |
| Another Bundle of Tantrums | - Vydáno: 20. dubna 2014 - Vydavatelství: žádné | 126 | 9 |

### Extended play
| Název                 | Detaily                                             |
| --------------------- | --------------------------------------------------- |
| Under the Willow Tree | - Vydáno: 20. října 2013 - Vydavatelství: žádné     |
| Take Cover            | - Vydáno: 9. prosince 2014 - Vydavatelství: žádné   |
| Adore                 | - Vydáno: 18. září 2015 - Vydavatelství: Atlantic   |
| Wonderland            | - Vydáno: 19. května 2017 - Vydavatelství: Atlantic |
| Colour                | - Vydáno: 29. března 2019 - Vydavatelství: Atlantic |

### Singly

#### Jako hlavní umělkyně
| 2013                                                                                    | "Ain't Nobody"                        | 32 | —  | —  | 76 | —  | 32 | —  |                                 | Singl bez alb  |
| 2015                                                                                    | "Adore"                               | —  | —  | 91 | —  | 34 | —  | 39 | - FIMI: platinové - ZPAV: zlaté | Adore          |
| 2016                                                                                    | "Do It Now"                           | —  | —  | —  | —  | —  | —  | —  |                                 | Adore          |
| 2017                                                                                    | "Mad World"                           | —  | 14 | —  | —  | —  | —  | —  | - FIMI: zlaté                   | Singly bez alb |
| 2017                                                                                    | "Where We Belong" (s Hugel)           | —  | —  | —  | —  | —  | —  | —  |                                 | Singly bez alb |
| 2017                                                                                    | "Rise Up" (s Thomas Jack)             | —  | —  | —  | —  | —  | —  | —  |                                 | Singly bez alb |
| 2017                                                                                    | "Wonderland"                          | —  | —  | —  | —  | —  | —  | —  |                                 | Wonderland     |
| 2017                                                                                    | "Old Friends"                         | —  | —  | —  | —  | —  | —  | —  |                                 | Wonderland     |
| 2018                                                                                    | "Lonely Together"                     | —  | —  | —  | —  | —  | —  | —  |                                 | Singl bez alb  |
| 2019                                                                                    | "Loyal"                               | —  | —  | —  | —  | —  | —  | —  |                                 | Colour         |
| 2019                                                                                    | "Take Care"                           | —  | —  | —  | —  | —  | —  | —  |                                 | Colour         |
| 2019                                                                                    | "More"                                | —  | —  | —  | —  | —  | —  | —  |                                 | Colour         |
| 2019                                                                                    | "This Year's Love"                    | —  | —  | —  | —  | —  | —  | —  |                                 | Singl bez alb  |
| 2020                                                                                    | "Love for the Lonely"                 | —  | —  | —  | —  | —  | —  | —  |                                 | bude oznámeno  |
| 2020                                                                                    | "Funny" (se Zedd)                     | —  | —  | —  | —  | —  | —  | —  |                                 | bude oznámeno  |
| 2021                                                                                    | "Already There"                       | —  | —  | —  | —  | —  | —  | —  |                                 | bude oznámeno  |
| 2021                                                                                    | "Love Is Just a Word" (s Calum Scott) | —  | —  | —  | —  | —  | —  | —  |                                 | bude oznámeno  |
| "—" značí, že se nahrávka neumístila v hitparádách nebo v tomto území ani nebyla vydána |                                       |    |    |    |    |    |    |    |                                 |                |

#### Jako vedlejší umělkyně
| Rok                                                                                     | Název                                                                 | Umístění v hitparádách | Umístění v hitparádách | Umístění v hitparádách | Umístění v hitparádách | Umístění v hitparádách | Umístění v hitparádách | Umístění v hitparádách | Umístění v hitparádách | Umístění v hitparádách | Umístění v hitparádách | Certifikace | Album           |
| Rok                                                                                     | Název                                                                 | UK                     | AUS                    | AUT                    | FRA                    | GER                    | IRE                    | ITA                    | NLD                    | SWE                    | SWI                    | Certifikace | Album           |
| --------------------------------------------------------------------------------------- | --------------------------------------------------------------------- | ---------------------- | ---------------------- | ---------------------- | ---------------------- | ---------------------- | ---------------------- | ---------------------- | ---------------------- | ---------------------- | ---------------------- | --- | --------------- |
| 2014                                                                                    | "Sun Goes Down" (Robin Schulz feat. Jasmine Thompson)                 | 94                     | 7                      | 3                      | 15                     | 2                      | 11                     | 62                     | —                      | 57                     | 3                      | - BVMI: 3× zlaté - FIMI: zlaté - IFPI: Swit: platinové                                                                                                | Prayer          |
| 2015                                                                                    | "Ain't Nobody (Loves Me Better)" (Felix Jaehn feat. Jasmine Thompson) | 2                      | 6                      | 1                      | 2                      | 1                      | 5                      | 22                     | 1                      | 7                      | 5                      | - BPI: zlaté - ARIA: 3× platinové - BEA: platinové - IFPI DEN: 2× platinové - SNEP: zlaté - BVMI: 2× platinové - FIMI: 3× platinové - RMNZ: platinové | Felix Jaehn a I |
| 2015                                                                                    | "Unfinished Sympathy" (The Six feat. Jasmine Thompson)                | —                      | —                      | —                      | —                      | —                      | —                      | —                      | —                      | —                      | —                      | | Singly bez alb  |
| 2016                                                                                    | "Steady 1234" (DJ Vice feat. Jasmine Thompson a Skizzy Mars)          | —                      | —                      | 22                     | —                      | 9                      | —                      | —                      | —                      | 58                     | —                      | - BVMI: zlaté | Singly bez alb  |
| "—" značí, že se nahrávka neumístila v hitparádách nebo v tomto území ani nebyla vydána |                                                                       |                        |                        |                        |                        |                        |                        |                        |                        |                        |                        | |                 |